# Пролептический григорианский календарь
Пролептический григорианский календарь (предваряющий григорианский календарь, от др.-греч. πρόληψις «предвосхищение») — календарь, расширяющий григорианский календарь на период до его введения 15 октября 1582 года.

## Структура календаря
Пролептический григорианский календарь, как и григорианский календарь, основан на циклическом обращении Земли вокруг Солнца; продолжительность одного цикла принята равной 365,2425 суток; содержит 97 високосных лет на 400 лет. Длительность невисокосного года — 365 суток, високосного — 366.
Распределение високосных годов с 1 года н. э.:
- год, номер которого кратен 400 — високосный;
- остальные годы — год, номер которого кратен 100 — невисокосный;
- остальные годы — год, номер которого кратен 4 — високосный.

Таким образом, 1200, 800 и 400 годы были високосными, остальные вековые годы с 1500 по 100 годы високосными не были.
Григорианский календарь не имеет 0 года, поэтому до 1 года н. э. распределение високосных годов следующее:
- год, номер которого, уменьшенный на 1, кратен 400 — високосный;
- остальные годы — год, номер которого, уменьшенный на 1, кратен 100 — невисокосный;
- остальные годы — год, номер которого, уменьшенный на 1, кратен 4 — високосный.

Поэтому до 4 года н. э. високосными годами является 1 год до н. э., далее каждые 4 года: 5 год до н. э., 9 год до н. э., … 97 год до н. э.
Невисокосными годами являются 101 год до н. э., 201 год до н. э., 301 год до н. э.

## Разница юлианского и пролептического григорианского календарей
В момент введения григорианского календаря разница между ним и юлианским календарём составляла 10 дней. Эта разница в пролептическом григорианском календаре постепенно уменьшается из-за разного количества високосных годов — в григорианском календаре завершающий год века, если он не делится на 400, не является високосным (с 1582 года по 1 год н. э.). До 1 года н. э. високосными годами являлись вековые годы, номер которого, уменьшенный на 1, делится на 400 без остатка.
Разница дат юлианского и пролептического григорианского календарей определяет, на сколько дней дата григорианского календаря наступает раньше этой же даты юлианского календаря:
| Разница, дней | Период по юлианскому календарю        | Период по пролептическому григорианскому календарю |
| ------------- | ------------------------------------- | -------------------------------------------------- |
| 10            | 1 марта 1500 — 4 октября 1582         | 11 марта 1500 — 14 октября 1582                    |
| 9             | 1 марта 1400 — 29 февраля 1500        | 10 марта 1400 — 10 марта 1500                      |
| 8             | 1 марта 1300 — 29 февраля 1400        | 9 марта 1300 — 9 марта 1400                        |
| 7             | 1 марта 1100 — 29 февраля 1300        | 8 марта 1100 — 8 марта 1300                        |
| 6             | 1 марта 1000 — 29 февраля 1100        | 7 марта 1000 — 7 марта 1100                        |
| 5             | 1 марта 900 — 29 февраля 1000         | 6 марта 900 — 6 марта 1000                         |
| 4             | 1 марта 700 — 29 февраля 900          | 5 марта 700 — 5 марта 900                          |
| 3             | 1 марта 600 — 29 февраля 700          | 4 марта 600 — 4 марта 700                          |
| 2             | 1 марта 500 — 29 февраля 600          | 3 марта 500 — 3 марта 600                          |
| 1             | 1 марта 300 — 29 февраля 500          | 2 марта 300 — 2 марта 500                          |
| 0             | 1 марта 200 — 29 февраля 300          | 1 марта 200 — 1 марта 300                          |
| -1            | 1 марта 100 — 29 февраля 200          | 28 февраля 100 — 28 февраля 200                    |
| -2            | 1 марта 101 до н. э. — 29 февраля 100 | 27 февраля 101 до н. э. — 27 февраля 100           |